# Dommartin-sous-Amance
 Dommartin-sous-Amance  là một xã của tỉnh Meurthe-et-Moselle, thuộc vùng Grand Est, đông bắc nước Pháp. Xã này nằm ở khu vực có độ cao trung bình 213 mét trên mực nước biển.